# سن جون
سن جون (بالصينية: 孙军) (22 يونيو 1969 بتشانغتشون في الصين - ) هو مدرب كرة سلة ولاعب كرة سلة صيني في مركز هجوم صغير الجسم، شارك في الألعاب الجامعية الصيفية 1993 والألعاب الأولمبية الصيفية 2000 والألعاب الأولمبية الصيفية 1996 وبطولة كأس العالم لكرة السلة 1994 ودورة الألعاب الآسيوية 1994 والألعاب الأولمبية الصيفية 1992 ودورة الألعاب الآسيوية 1998.

## وصلات خارجية
- سن جون على موقع الاتحاد الدولي لكرة السلة (الإنجليزية)
- سن جون على موقع ريلجم (الإنجليزية)
- سن جون على موقع بروبوليرز (الإنجليزية)
- سن جون على موقع سبورتس رفرنس (الإنجليزية)
- سن جون على موقع أوليمبيديا (الإنجليزية)
- سن جون على موقع اللجنة الأولمبية الصينية (الإنجليزية)